# Брут (фильм, 2016)
«Бру́т» (англ. Brutus) — короткометражный фильм режиссёра Константина Фама 2016 года, вторая новелла военно-исторической драмы «Свидетели», посвящённой памяти жертв Холокоста.

## Сюжет
Фильм «Брут» продолжает концепцию фильма «Свидетели» и рассказывает о Холокосте глазами немецкой овчарки по имени Брут. Нюрнбергские законы разлучают пса с любимой хозяйкой. Процессы дрессуры и манипуляций превращают Брута в концлагерного зверя-убийцу — однако одной из евреек, которую предстоит затравить овчарке, окажется его бывшая хозяйка…
В основу фильма лёг одноимённый рассказ чешского писателя Людвика Ашкенази.

## Съёмочная группа
- Режиссёр: Константин Фам
- Композитор: Егор Романенко
- Продюсеры: Константин Фам, Ян Фишер Романовский, Алексей А. Петрухин, Юрий Игруша, Егор Одинцов
- Сценарист: Константин Фам
- Операторы: Джиора Бейач

## В ролях
- Оксана Фандера — Розанна[10]
- Филипп Янковский — Хорст[11]
- Владимир Кошевой — Лео
- Анна Чурина — Клара
- Мария Зыкова — Ада
- Марта Дроздова — Марта

## Производство
Съёмки фильма проходили на территории России, Румынии, Белоруссии и Чехии. В производстве принимают участие кинематографисты из России, Румынии, Израиля, США, Молдавии и Беларусии.
Фильм создан при финансовой поддержке Министерства культуры Российской Федерации, а также частных меценатов.

## Художественные особенности
Съёмочной группой используются различные приёмы, задача которых — показать происходящие события глазами собаки.
Константин Фам:

 — Наш фильм будет очень жестким, но абсолютно пацифистским. Моя задача — надеть на зрителя шкуру собаки и показать, насколько быстро можно промыть человеку мозги и превратить его в монстра. 

## Признание
Премьера фильма состоялась в рамках Конкурсной программы на Московском Международном кинофестивале в июне 2016 года

### Награды
- The Nevada International Film Festival (США) — «Платиновая награда» за «Лучший экспериментальный фильм»[18]
- 1-й Сочинский Международный Кинофестиваль (Россия) — «Специальный приз»[19]
- Фильм был отобран Академией кинематографических искусств и наук в лонг-лист претендентов на американскую кинопремию Оскар в категории «Лучший игровой короткометражный фильм» за 2016 год[20]
- Номинант премии Национальной академии Кинематографических искусств и наук России Золотой Орёл в категории «Лучший короткометражный фильм» за 2016 год[21]
- Международный кинофестиваль в Гонконге — «Лучшая женская роль»
- Best Shorts Competition (США) — «Лучший еврейский фильм»[22]
- Кинофестиваль «Отцы и дети» (Россия) — «Лучшая режиссёрская работа», «Лучший актёрский ансамбль»[23]/
- Международный Скандинавский Кинофестиваль (Хельсинки, Финляндия) — «Лучший среднеметражный фильм»[24]
- Приз за лучшую женскую роль (Оксана Фандера) III-го Кинофестиваля «17 мгновений…» имени Вячеслава Тихонова (2019)[25]

### Участие
- Международный Кинофестиваль в Гонконге
- International Filmmaker Festival of World Cinema в Лондоне (Великобритания)
- Sedona Film Festival (США)
- PUFF Film Festival Hong Kong
- Best Shorts Competition (США)
- New Haven International Film Festival (США)

## Партнёры
- Федерация еврейских общин России[26][27][28]
- Центр документального кино
- Молодёжный Центр Союза кинематографистов Российской Федерации
- Роскино